# Jean-Louis Hodoul
Jean-Louis Hodoul (født 1. april 1946 i Marseille, Frankrig) er en fransk tidligere fodboldspiller (forsvarer).
Hodoul spillede størstedelen af sin aktive karriere hos Olympique Marseille i sin fødeby. Her var han med til at vinde både to franske mesterskaber og to pokaltitler. Senere i karrieren spillede han for SC Bastia og Troyes AC.
Hodoul nåede aldrig at repræsentere Frankrigs A-landshold, men var i 1968 med et særligt OL-landshold med ved OL i Mexico City.

## Titler
Ligue 1
- 1971 og 1972 med Marseille

Coupe de France
- 1969 og 1972 med Marseille